# CA-725
La CA-725 es una carretera autonómica de Cantabria perteneciente a la Red Local y que sirve de acceso a la población de Servillas.

## Nomenclatura

Indicador

Su nombre está formado por las iniciales CA, que indica que es una carretera autonómica de Cantabria, y el dígito 725 es el número que recibe según el orden de nomenclaturas de las carreteras de la comunidad autónoma. La centena 7 indica que se encuentra situada en el sector comprendido entre las carreteras nacionales N-634 al norte, N-611 al oeste y N-623 al este, y los límites con las provincias de Burgos y Palencia al sur.

## Historia
Su denominación anterior era SV-6154.

## Trazado
Tiene su origen en la intersección con la CA-171 situada a 800 m al este del núcleo de La Costana y su final en el centro de Servillas, localidad situada en el término municipal de Campoo de Yuso, municipio por el que discurre la totalidad de su recorrido de 1,2 kilómetros. La carretera se mantiene en paralelo con el barranco de Servillas sobre el que cruza, así como sobre el arroyo de Rebollo, antes de llegar al núcleo de Servillejas, donde finaliza el trazado de esta carretera.
Su inicio se sitúa a una altitud de 850 m s. n. m. y el fin de la vía está situada a 890 m s. n. m., con lo que resulta una pendiente media del 3,33%.

## Actuaciones
El IV Plan de Carreteras no contempla ninguna actuación en esta carretera.

## Transportes
No hay líneas de transporte público que recorran la carretera CA-725.

## Recorrido y puntos de interés
En este apartado se aporta la información sobre cada una de las intersecciones de la CA-725 así como otras informaciones de interés.
| Esquema        | PK  | Sentido Servillas (creciente) | Sentido Servillas (creciente) | Sentido Servillas (creciente)                          | Sentido Servillas (creciente)                          | Sentido CA-171 (decreciente)                           | Sentido CA-171 (decreciente)                           | Sentido CA-171 (decreciente) | Sentido CA-171 (decreciente) | Incidencias |
| Esquema        | PK  | Velocidad                     | Elemento                      | Salida                                                 | Salida                                                 | Salida                                                 | Salida                                                 | Elemento                     | Velocidad                    | Incidencias |
| Esquema        | PK  | Velocidad                     | Elemento                      | Dir.                                                   | Nombre                                                 | Nombre                                                 | Dir.                                                   | Elemento                     | Velocidad                    | Incidencias |
| -------------- | --- | ----------------------------- | ----------------------------- | ------------------------------------------------------ | ------------------------------------------------------ | ------------------------------------------------------ | ------------------------------------------------------ | ---------------------------- | ---------------------------- | ----------- |
|                | 0,0 |                               |                               |                                                        | CA-725 SERVILLAS                                       | CA-171 CORCONTE                                        |                                                        |                              |                              |             |
| CA-171 REINOSA | 0,0 |                               |                               |                                                        | CA-725 SERVILLAS                                       |                                                        |                                                        |                              |                              |             |
|                | 0,8 |                               |                               | Barranco de Servillas                                  | Barranco de Servillas                                  | Barranco de Servillas                                  | Barranco de Servillas                                  |                              |                              |             |
|                | 1,1 |                               |                               | Arroyo de Rebollo                                      | Arroyo de Rebollo                                      | Arroyo de Rebollo                                      | Arroyo de Rebollo                                      |                              |                              |             |
|                | 1,1 |                               |                               | SERVILLAS                                              | SERVILLAS                                              | SERVILLAS                                              | SERVILLAS                                              |                              |                              |             |
|                | 1,2 |                               |                               | Final de la carretera en el núcleo urbano de Servillas | Final de la carretera en el núcleo urbano de Servillas | Final de la carretera en el núcleo urbano de Servillas | Final de la carretera en el núcleo urbano de Servillas |                              |                              |             |